# Mieczysław Pietrzykowski
Mieczysław Pietrzykowski (ur. 28 grudnia 1902, zm. 1 marca 1970 w Radomiu) – polski inżynier, rektor Wieczorowej Szkoły Inżynierskiej w Radomiu (obecnie Uniwersytet Technologiczno-Humanistyczny im. Kazimierza Pułaskiego w Radomiu), a po przekształceniu jej w Kielecko-Radomską Wieczorową Szkołę Inżynierską w Kielcach, prorektor tej uczelni.
W latach 1948–1951 był dyrektorem zespołu szkół skórzanych w Radomiu (Gimnazjum Przemysłowe Radomskich Zakładów Garbarskich i Liceum Przemysłu Skórzanego, obecnie Zespół Szkół Odzieżowych). Wykładał również w I Liceum Ogólnokształcącym w Radomiu. W 1951 r. został pierwszym dziekanem nowo powstałego Wydziału Chemiczno-Garbarskiego Wieczorowej Szkoły Inżynierskiej w Radomiu. Funkcję tę sprawował do 1955 r. W latach 1955–1965 był rektorem tej uczelni. Posiadał tytuł zawodowy magistra inżyniera, a na szczeblach kariery akademickiej otrzymał stanowisko docenta. Był członkiem radomskiego oddziału Polskiego Towarzystwa Turystyczno-Krajobrazowego, gdzie w kadencji 1959–1962 pełnił funkcję członka Sądu Koleżeńskiego.